# Ortsteilfriedhof Rautheim
Der Ortsteilfriedhof Rautheim befindet sich im Südwesten von Rautheim an einem ehemaligen Abschnitt der Kreisstraße 43 in Richtung Südstadt, die im Zuge der Ansiedlung neuer Bürger im Baugebiet „Rautheim-Südwest“ im Jahr 2002 für den Durchgangsverkehr gesperrt und neu als verkehrsberuhigte Straße durch das Neubaugebiet gelegt wurde. Der Friedhof wurde 1997 erweitert und umfasst eine Gesamtfläche von 11 276 m². Die Friedhofsgemeinde gehört der Evangelisch-lutherischen Landeskirche in Braunschweig an.

## Geschichte
Der Rautheimer Friedhof befand sich zunächst seit dem Jahr 1158 direkt auf dem Gelände neben der St.-Ägidien-Kirche. Im Jahr 1870 wurde ein neuer Friedhof westlich des Kirchengeländes angelegt. Dieser befand sich bis 1935 etwa auf Höhe der späteren „Paxmannstraße“. Superintendent Ramke, der das Amt in Rautheim innehatte, stellte im Jahr 1902 einen erneuten Antrag auf eine Friedhofsneuanlage oder eine Erweiterung nach Westen. 1908 wurde daher der Friedhof in der Nähe der Straße „Lindentor“ angelegt und erhielt eine Friedhofshalle. Diese wurde 1966 durch einen Neubau („Am Rautheimer Holze“, stillgelegte K 43) ersetzt.
Ehrenmal
Für die Gefallenen der beiden Weltkriege wurde ein Sandstein-Ehrenmal errichtet, das auf der Oberseite mit einem steinernen Stahlhelm auf einem Eichenkranz verziert ist. Es wurde am 15. Juni 1921 zum Gedenken an die 32 Toten des Ersten Weltkriegs eingeweiht und am 21. Oktober um zwei seitliche Tafeln mit den 47 Namen der Toten aus dem Zweiten Weltkrieg ergänzt.

## Bestattungen
Auf dem Friedhof können sowohl Erd- und Urnenbestattungen als auch „teilanonyme Beisetzungen“ durchgeführt werden. Hierfür wurde eine Gemeinschaftsanlage mit einem zentralen Denkmal eingerichtet, in dem die Namen der Verstorbenen eingetragen werden. Die Friedhofsverwaltung führt die Pflege dieser Gemeinschaftsanlage durch. Unter den Grabstätten befinden sich auch drei Kriegsgräber, die nach dem Gräbergesetz ein dauerhaftes Ruherecht besitzen.